# Хуан Селая (стрибун у воду)
Хуан Селая (1 вересня 1998) — мексиканський стрибун у воду.
Учасник Олімпійських Ігор 2020 року.
Призер Чемпіонату світу з водних видів спорту 2019 року.
Переможець Панамериканських ігор 2019 року.